# Gmina Arilje
Gmina Arilje (serb. Opština Arilje / Општина Ариље) – gmina w Serbii, w okręgu zlatiborskim. W 2018 roku liczyła 17 947 mieszkańców.